# لوكا كابان
لوكا كابان (6 أبريل 1995 بزغرب في كرواتيا - ) هو لاعب كرة قدم كرواتي في مركز الدفاع. شارك مع منتخب كرواتيا تحت 19 سنة لكرة القدم ومنتخب كرواتيا تحت 21 سنة لكرة القدم. أما مع النوادي، فقد لعب مع نادي دينامو زغرب ونادي لوكوموتيفا.

## روابط خارجية
- لوكا كابان على موقع الاتحاد الأوربي (الإنجليزية)
- لوكا كابان على موقع اتحاد كرواتيا (الكرواتية)
- لوكا كابان على موقع اتحاد تركيا (لاعب) (الإنجليزية)
- لوكا كابان على موقع قاعدة بيانات كرة القدم.إي يو (الإنجليزية)
- لوكا كابان على موقع Soccerbase.com (لاعب) (الإنجليزية)
- لوكا كابان على موقع Soccerway.com (الإنجليزية)
- لوكا كابان على موقع عالم كرة القدم.نت (الإنجليزية)
- لوكا كابان على موقع AS.com (الإسبانية)